# مهين (سراب)
مهين هي قرية في مقاطعة سراب، إيران. عدد سكان هذه القرية هو 413 في سنة 2006.